# Olios argelasius
Espèce
Synonymes
- Sparassus argelasius Walckenaer, 1806
- Micrommata spongitarsis Dufour, 1820
- Olios algerianus Lucas, 1846
- Ocypete nigritarsis Canestrini & Pavesi, 1868

Olios argelasius est une espèce d'araignées aranéomorphes de la famille des Sparassidae.

## Distribution
Cette espèce se rencontre dans le bassin méditerranéen. Elle a été introduite en Allemagne, en Suisse, en Autriche, aux Pays-Bas et en Pologne.

## Description
Les mâles mesurent de 9 à 11 mm et les femelles de 15 à 17 mm. 

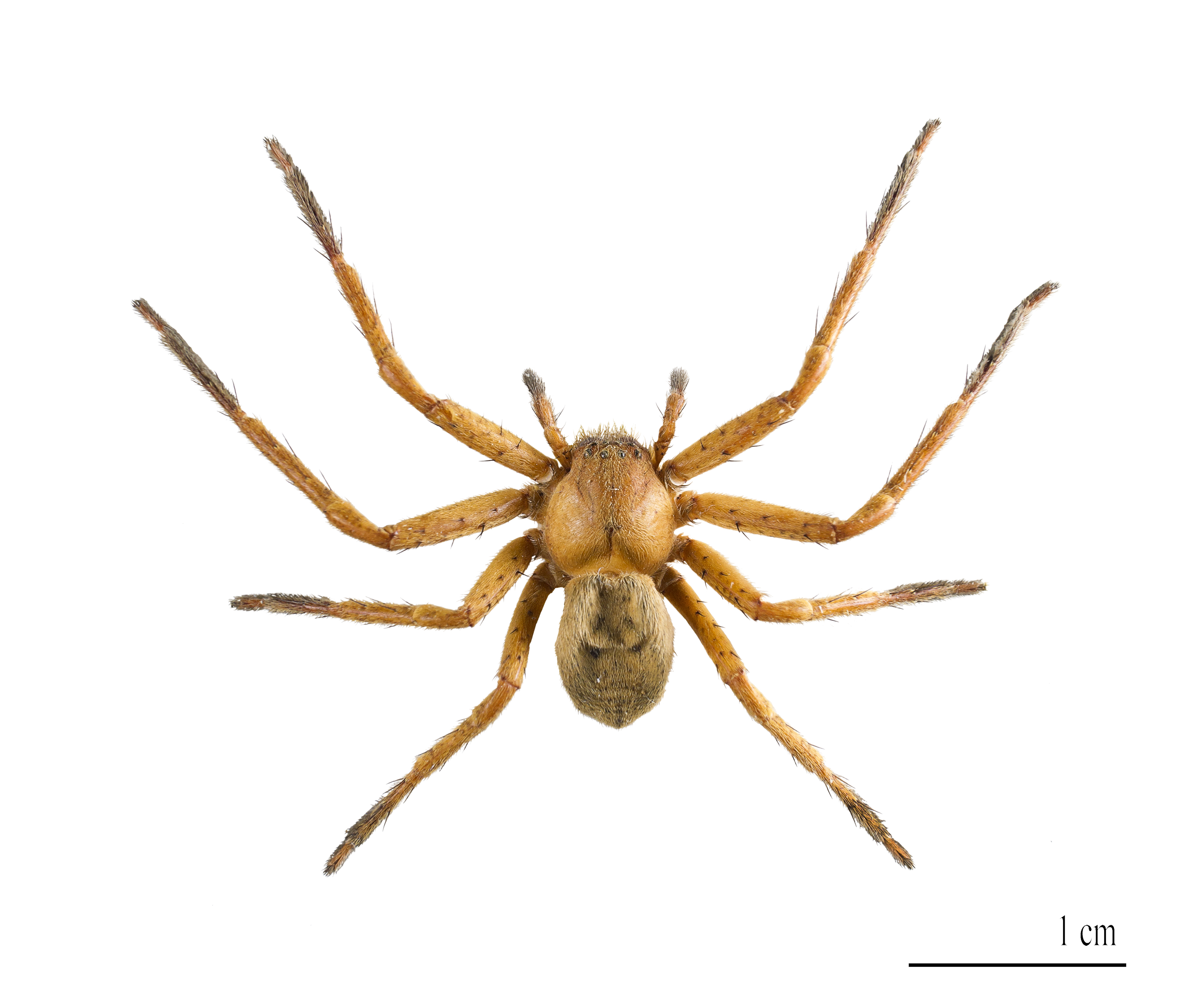
Olios argelasius ♂

Les femelles peuvent atteindre une envergure de 4 cm, tandis que les mâles sont plus petits.
Ils sont de couleur brun-orange et possèdent de très longues pattes, qui leur sont utiles pour escalader rapidement des parois abruptes, un terrain de chasse. Les chélicères sont très grandes, tout comme les défenses. Les femelles ont un abdomen plus gonflé et arrondi, contrairement aux mâles dont le thorax ne dépasse souvent pas.
Cette Olios porte des « chaussettes » : les tarses et métatarses sont rembrunis comme si l'araignée portait cet accessoire, phénomène dû à la sclérification, fronçage et durcissement des protéines de la cuticule.

## Systématique et taxinomie
Cette espèce a été décrite sous le protonyme Sparassus argelasius par le naturaliste français Charles Athanase Walckenaer en 1806. Elle est placée dans le genre Olios par Simon en 1932 dont elle est l'espèce type.
Micrommata spongitarsis, Olios algerianus et Ocypete nigritarsis ont été placées en synonymie avec Olios argelasius.

## Galerie

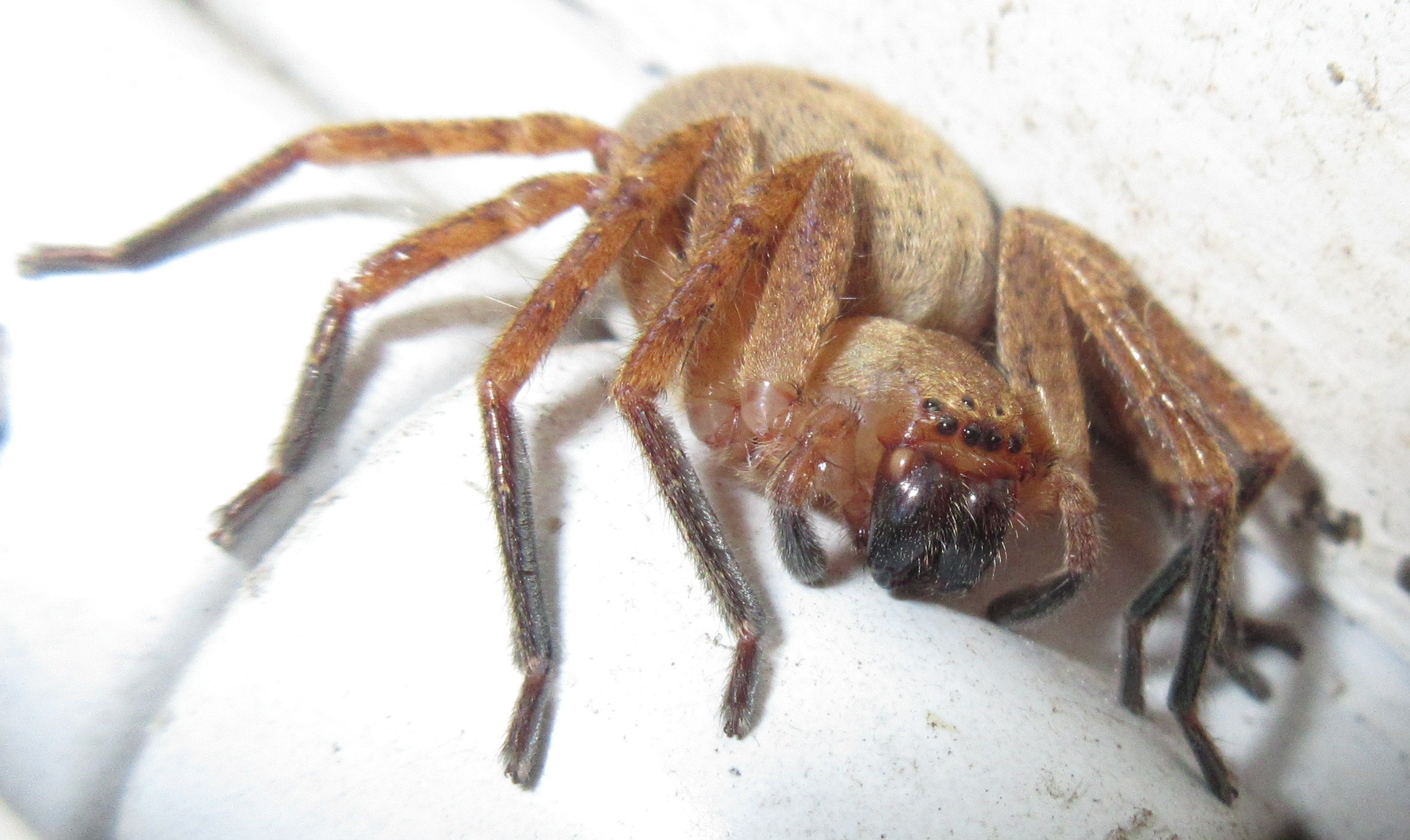
Olios argelasius ♀
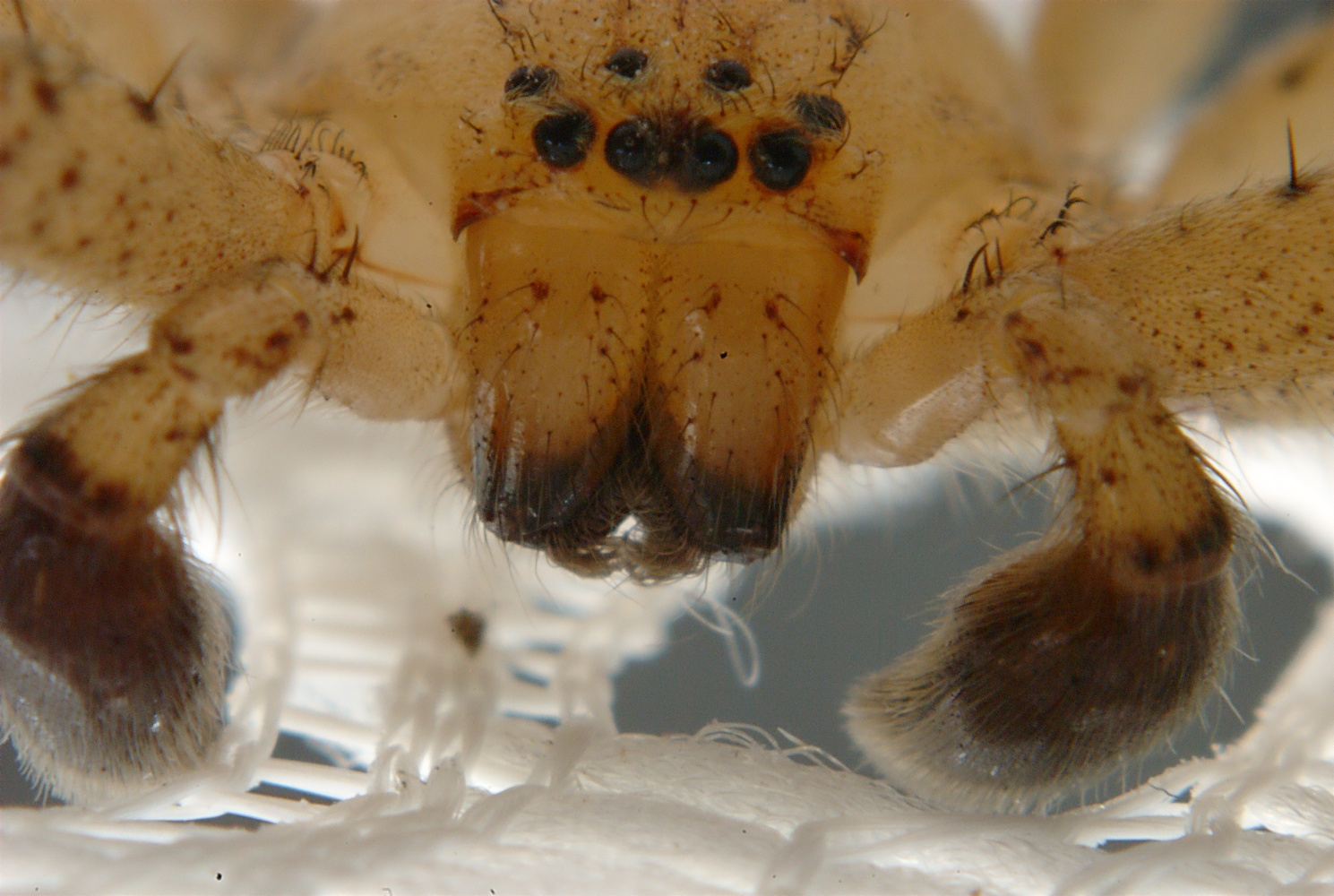
Tête d’Olios argelasius ♂
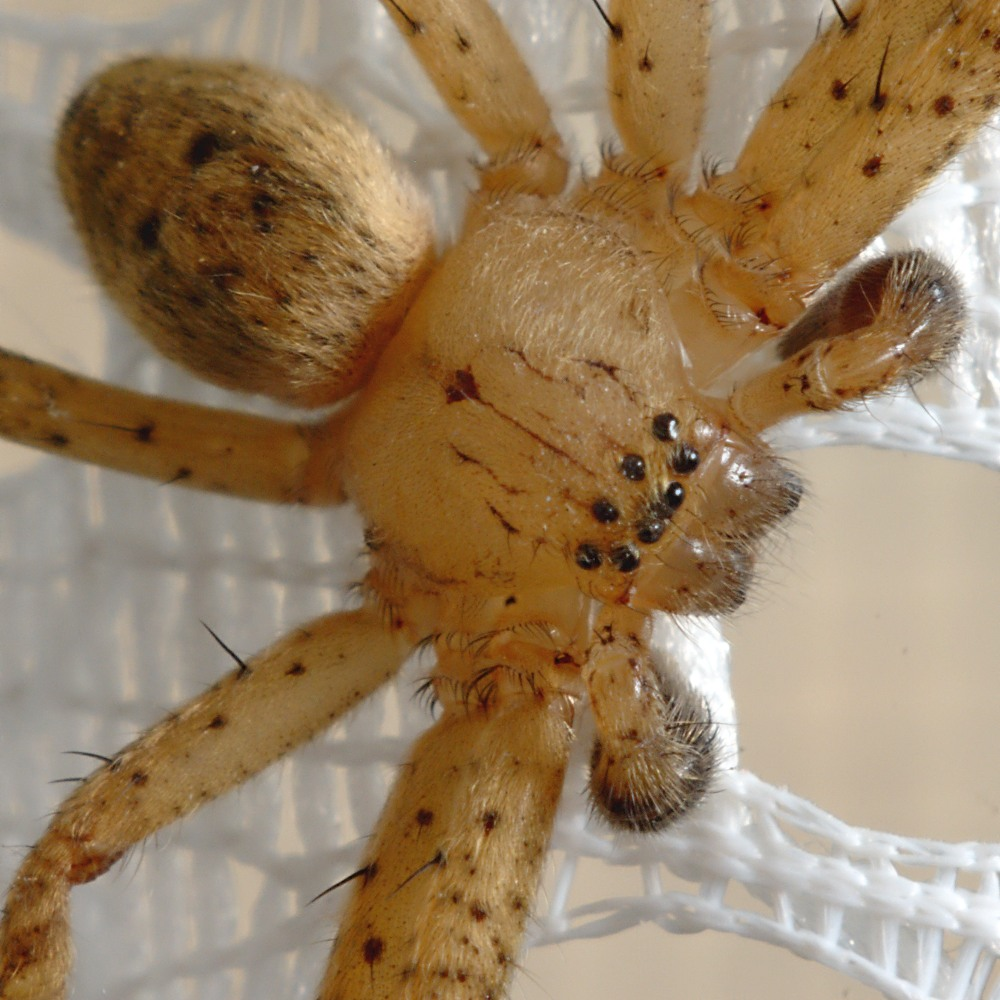
Corps d’Olios argelasius ♂
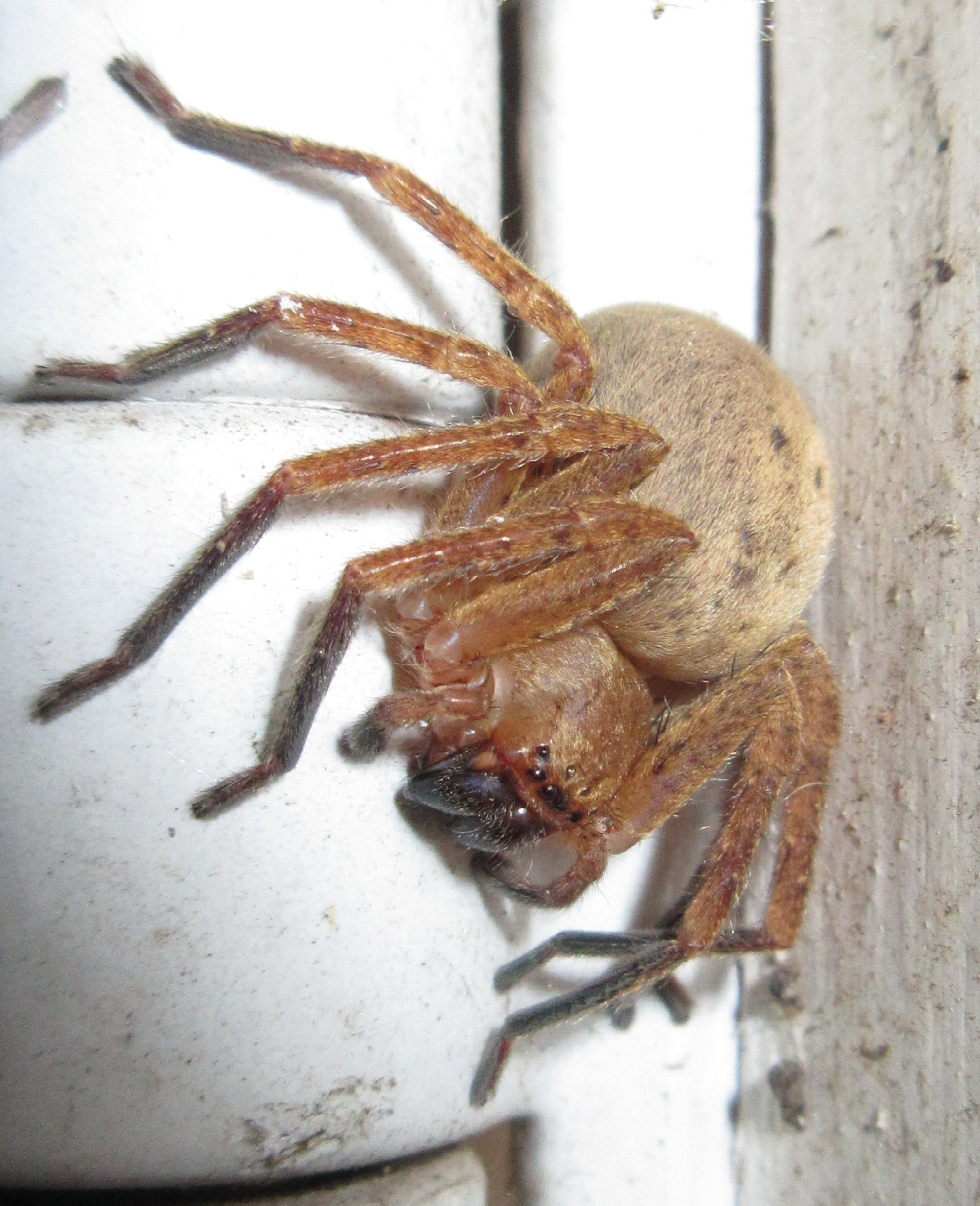
Olios argelasius ♀
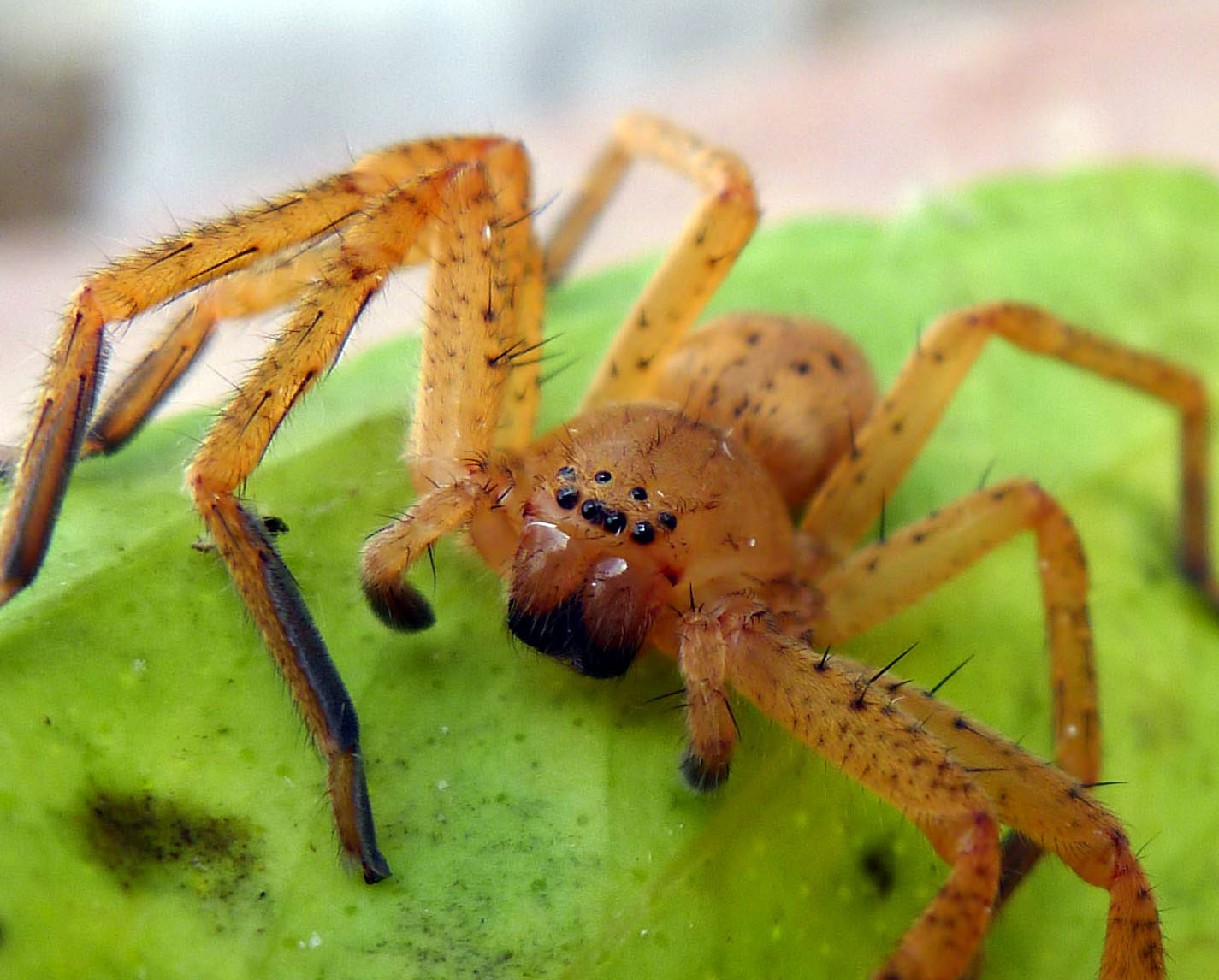
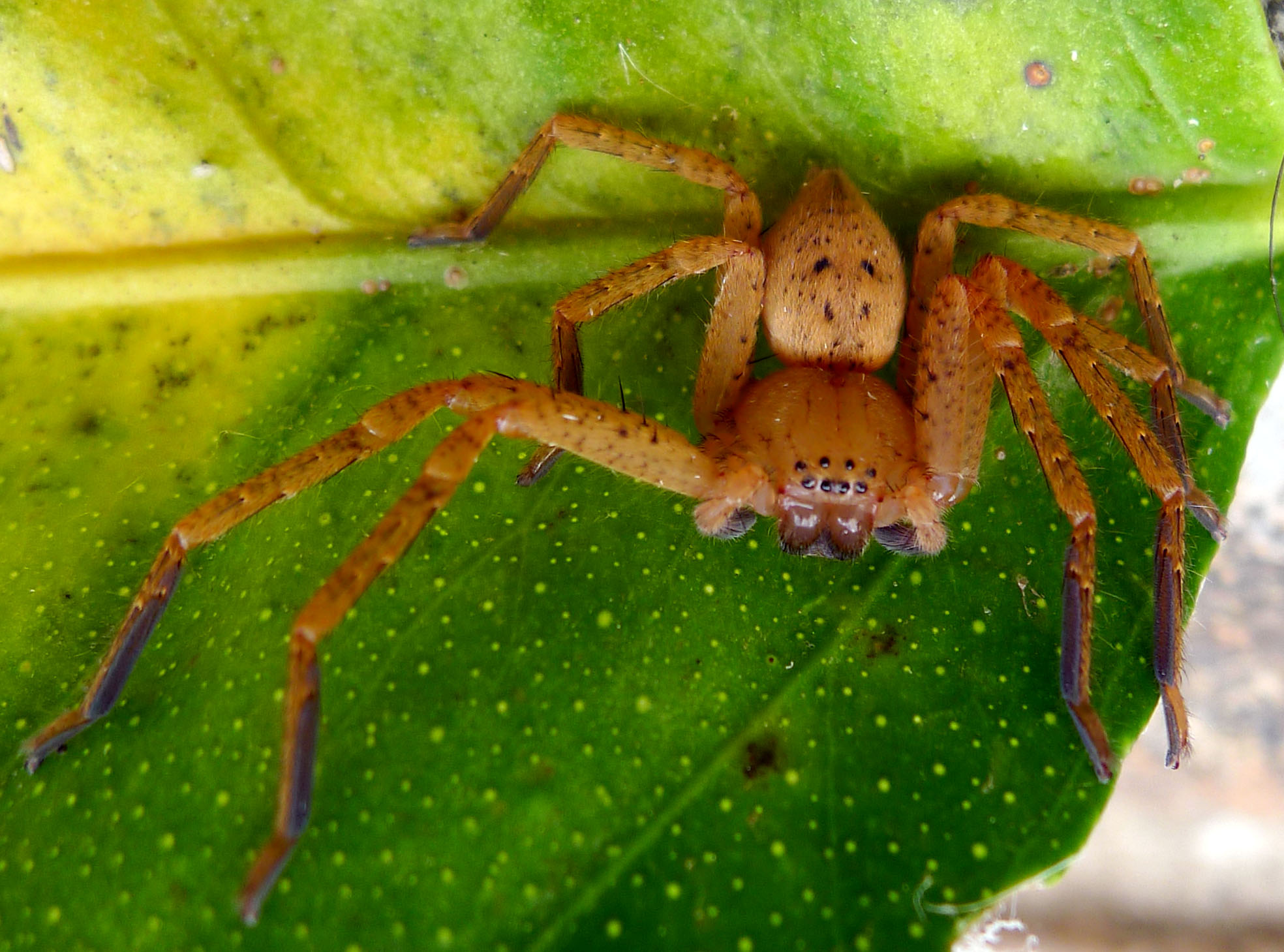
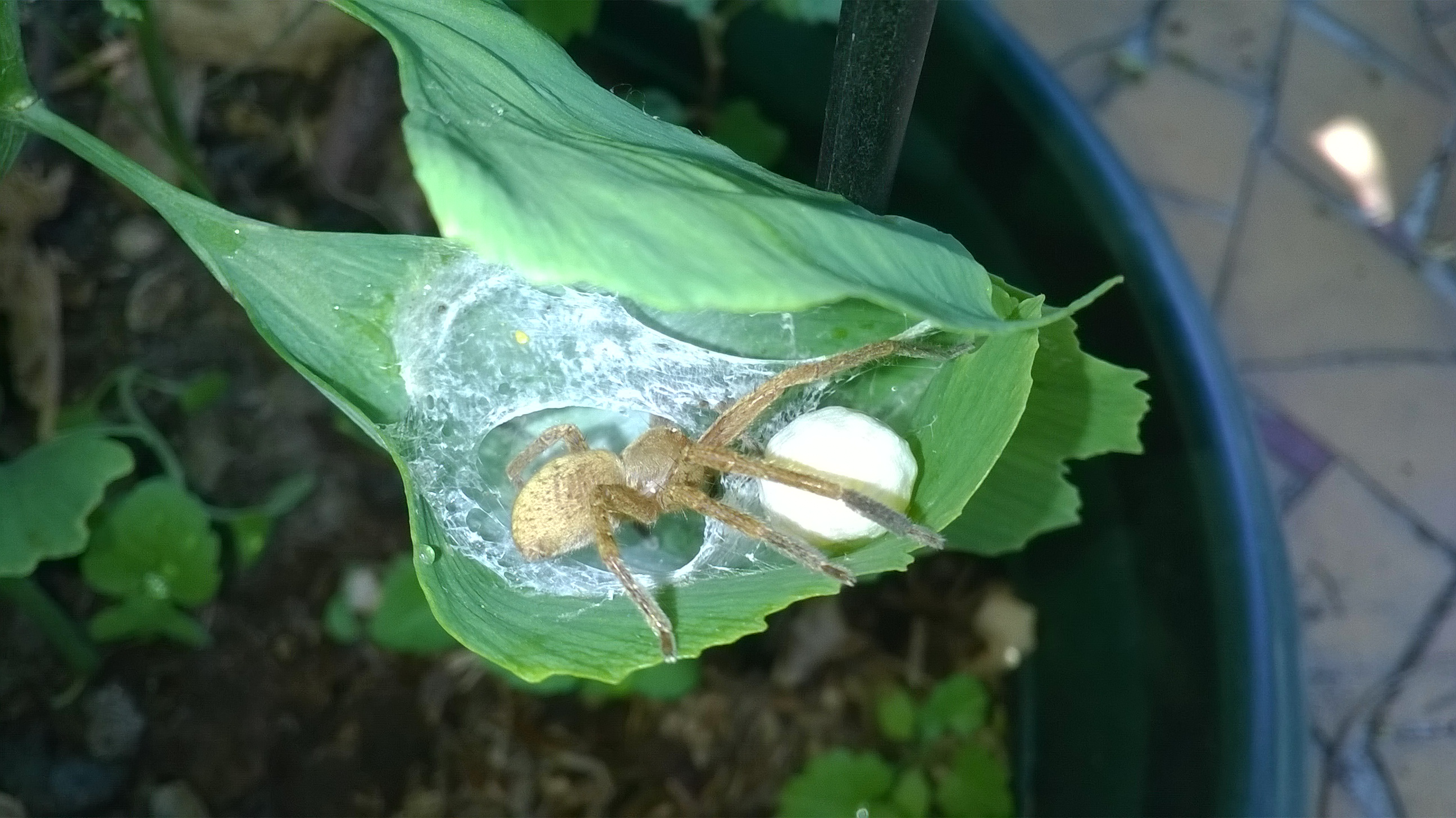
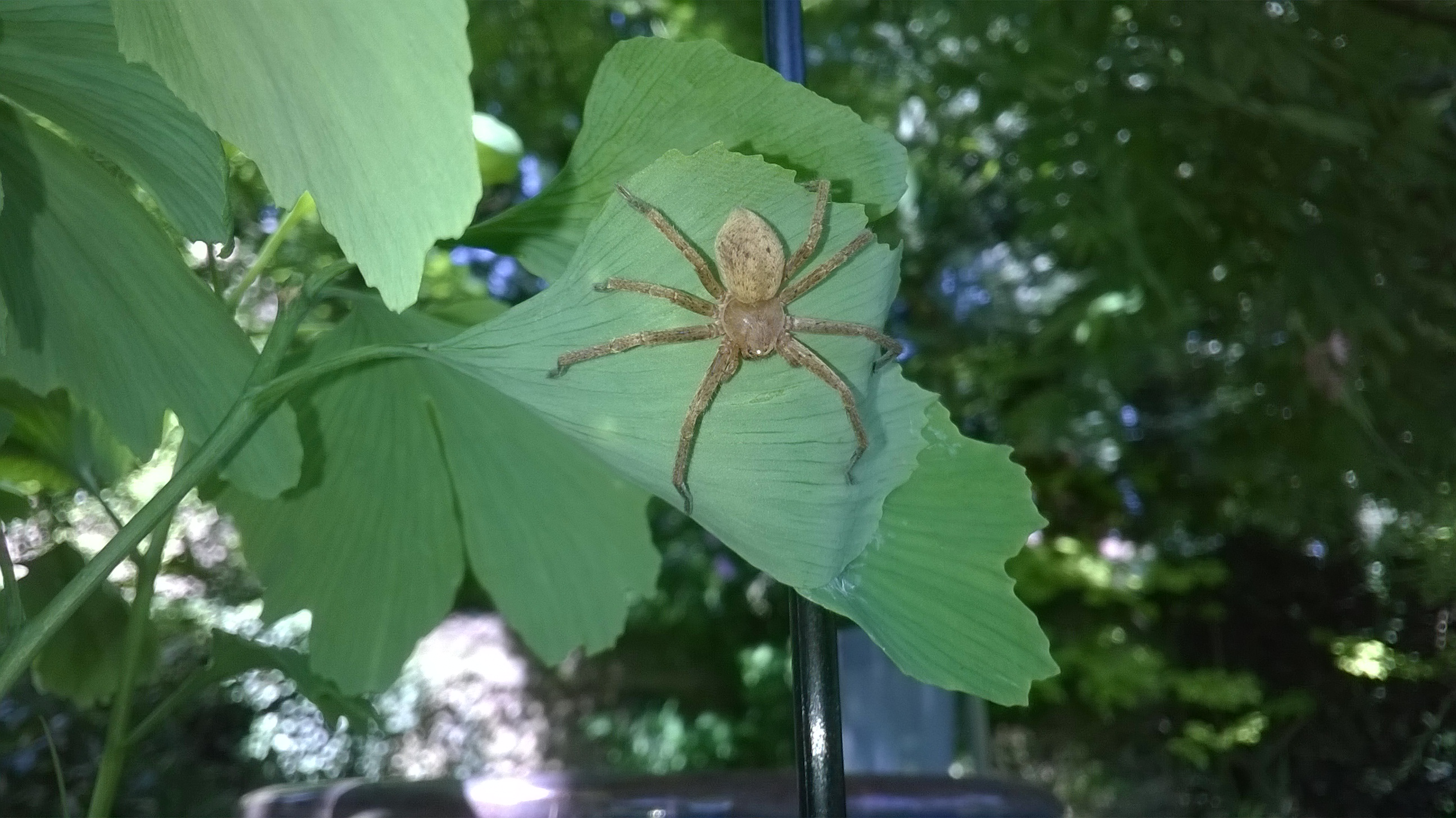

## Publication originale
- Walckenaer, 1806 : Histoire naturelle des aranéides. Paris-Strassbourg, vol. 1-3, p. 1-231.